# Simulium izuense
Simulium izuense är en tvåvingeart som beskrevs av Takaoka och Saito 2005. Simulium izuense ingår i släktet Simulium och familjen knott. Inga underarter finns listade i Catalogue of Life.